# 威爾頓 (新罕布什爾州普查規定居民點)
威爾頓（英語：Wilton）是位於美國新罕布什爾州希爾斯波羅縣的普查規定居民點。

## 人口
根據2020年美國人口普查的數據，威爾頓的面積為5.46平方千米，皆為陸地。當地共有人口1324人，而人口密度為每平方千米242.49人。